# The Source
The Source är en amerikansk hiphoptidskrift som startades 1988. Den publiceras i tio nummer per år.

## Fem mickar
Musikalbum som vid den ursprungliga recensionen fått betyget fem mickar:
- People's Instinctive Travels and the Paths of Rhythm av A Tribe Called Quest
- Let the Rhythm Hit 'Em av Eric B. & Rakim
- AmeriKKKa's Most Wanted av Ice Cube
- One for All av Brand Nubian
- De La Soul Is Dead av De La Soul
- The Low End Theory av A Tribe Called Quest
- Illmatic av Nas
- Life After Death av The Notorious B.I.G.
- Aquemini av Outkast
- The Blueprint av Jay-Z
- Stillmatic av Nas
- The Fix av Scarface
- The Naked Truth av Lil' Kim
- Trill OG av Bun B
- My Beautiful Dark Twisted Fantasy av Kanye West